# Джаны-Кыштак (Ошская область)
Джаны-Кыштак (кирг. Жаңы-Кыштак) — село в Кара-Сууском районе Ошской области Кыргызстана. Входит в состав Кызыл-Кыштакского айылного аймака.

## География
Село расположено в северо-западной части области, к западу от реки Ак-Буура, на расстоянии приблизительно 20 километров (по прямой) к юго-западу от города Кара-Суу, административного центра района.

## Население
Согласно оценочным данным Национального статистического комитета Кыргызской Республики, численность населения села на начало 2023 года составляла 13 560 человек.
| год     | 2009 | 2014 | 2015 | 2020   | 2021   | 2023   |
| ------- | ---- | ---- | ---- | ------ | ------ | ------ |
| человек | 7325 | 8308 | 8623 | 11 459 | 11 647 | 13 560 |